# Cadmiumamid
Cadmiumamid ist eine anorganische chemische Verbindung des Cadmiums  aus der Stoffgruppe der Metallamide.

## Gewinnung und Darstellung
Cadmiumamid kann durch Reaktion von Cadmiumthiocyanat mit Kaliumamid bei −33 °C gewonnen werden.
{\displaystyle \mathrm {Cd(SCN)_{2}+2\ KNH_{2}\longrightarrow Cd(NH_{2})_{2}+2\ KSCN} }

## Eigenschaften
Cadmiumamid ist ein schwach gelblicher, amorpher Feststoff, der sich an Luft schnell nach braun verfärbt. Die Verbindung neigt bei schneller Erhitzung und bei Kontakt mit Wasser zur Explosion.